# Darwin Cook
Darwin Cook, né le 6 août 1958, à Los Angeles, en Californie, est un joueur et entraîneur américain de basket-ball. Il évoluait aux postes de meneur et d'arrière.

## Pour approfondir
- Liste des joueurs de NBA avec 9 interceptions et plus sur un match.